# Lassay-les-Châteaux
Lassay-les-Châteaux är en kommun i departementet Mayenne i regionen Pays de la Loire i nordvästra Frankrike. Kommunen ligger i kantonen Lassay-les-Châteaux som tillhör arrondissementet Mayenne. År 2022 hade Lassay-les-Châteaux 2 243 invånare.

## Befolkningsutveckling
Antalet invånare i kommunen Lassay-les-Châteaux
| Referens: INSEE |